# Rismyran
Rismyran este o arie protejată (arie specială de conservare — SAC, sit de importanță comunitară — SCI) din Suedia întinsă pe o suprafață de 169,7 ha, integral pe uscat.

## Localizare
Centrul sitului Rismyran este situat la coordonatele 65°14′25″N 18°44′59″E / 65.2403°N 18.7498°E.

## Înființare
Situl Rismyran a fost declarat sit de importanță comunitară în decembrie 1998 pentru a proteja un număr necunoscut de specii din flora spontană și fauna sălbatică aflate în arealul zonei. Situl a fost protejat și ca arie specială de conservare în martie 2011.

## Biodiversitate
Situată în ecoregiunea boreală, aria protejată conține 5 habitate naturale: Izvoare fino-scandinave și mlaștini produse de izvoare bogate în minerale, Mlaștini turboase de tranziție și turbării mișcătoare, Mlaștini împădurite, Turbării Aapa, Taiga vestică.
La baza desemnării sitului se află un număr nedeclarat de specii protejate.